# Plasencia
Plasencia je španělské město. Má rozlohu 218 km² a přibližně 40 tisíc obyvatel. Leží v provincii Cáceres v autonomním společenství Extremadura na řece Jerte, od portugalské hranice je vzdáleno 70 km. Nadmořská výška města je 415 metrů.

## Historie
Město založil v roce 1186 král Alfons VIII. Kastilský. V roce 1189 se Plasencia stala sídlem diecéze. Její rozvoj je spojen s polohou na významné obchodní cestě Ruta de la Plata. Nachází se zde množství stavebních památek, jako je antický akvadukt, hradby, katedrála skládající se ze dvou spojených budov, renesanční radnice a množství měšťanských paláců v historickém centru. Každoročně se zde koná festival Martes Mayor.

## Příroda
Krajina okolo města je známá pěstováním třešní a jedlých kaštanů. Nedaleko Plasencie leží Národní park Monfragüe.